# ジャン＝ポール・デ・ヨング
ジャン＝ポール・デ・ヨング（Jean-Paul de Jong、1970年10月17日）は、オランダ・ユトレヒト出身の元サッカー選手であり現サッカー指導者。ポジションはMF。現役引退後は指導者に転身し、2018年9月までFCユトレヒトで指揮を執っていた。
デ・ヨングはFCユトレヒトに長きにわたって所属し、14年の在籍で公式戦約450試合出場と2つのメジャータイトル獲得に貢献した。

## クラブ経歴
ユトレヒトで生まれ、フェイエノールトやアヤックス・アムステルダムの下部組織に在籍後、1991年にVfLオスナブリュックに移籍し、ここでプロデビューを果たした。
1993年、母国であり、地元クラブのFCユトレヒトに移籍した。ユトレヒトではエールディヴィジだけでも370試合に出場し、11得点を記録し、3度のKNVBカップ決勝フル出場も果たしている。
2007年4月22日、デ・ヨングはリーグ通算83枚目のイエローカードを貰ったことで、バリー・ファン・ハーレンの持つ記録を抜いた。このシーズン終了後、現役を引退し、今後は指導者の道を歩むことを発表した。

## タイトル
ユトレヒト
- KNVBカップ : 2回 (2002-03, 2003-04)